# 有田源一郎
有田 源一郎（ありた げんいちろう、1853年10月7日（嘉永6年9月5日）- 1914年（大正3年）12月15日）は、幕末の佐賀藩武雄領主・武雄鍋島家家臣、明治期の実業家、政治家。衆議院議員。

## 経歴
肥前国杵島郡、後の朝日村（現佐賀県武雄市朝日町）で武雄鍋島家家臣・有田（河原）竜左エ門の子息として生まれる。立野元定、草場佩川に師事し漢学を修める。
明治維新を迎え、小学校教員となるが、1886年、同志四名が各々米二百俵を出資して貸金業・甘久共同会社を設立し、同社は後に佐賀銀行の前身の一つ佐賀興業銀行に発展した。
1886年、佐賀県会議員に選出され、県議を五期、また参事会員も務めた。1908年5月、第10回衆議院議員総選挙おいて佐賀県郡部から出馬して当選し、立憲政友会に所属して衆議院議員を一期務めた。
1914年、再び県会議員に就任したが、同年12月の通常県会に体調不良であったが無理をして出席し意識不明となり、同月に死去した。

## 逸話
長男・靖太郎の友人で、中学校卒業後に進学できず小学校で教員をしていた池田秀雄（後に北海道庁長官、衆議院議員）の才能を見抜き、上級学校で学ぶ支援を行った。

## 親族
- 甥 一ノ瀬俊民（衆議院議員、弟・一ノ瀬伝三郎長男）[4]